# Nintendo Labo
Nintendo Labo ist eine Reihe von Bausätzen, die aus Pappe-Formen bestehen und sich mit den Sensoren und Ausgabemöglichkeiten der Nintendo Switch als ein interaktives Spielzeug verwenden lassen. Es wurde von dem japanischen Videospielunternehmen Nintendo entwickelt und veröffentlicht.
Die fertigen Konstruktionen werden von Nintendo als Toy-Con bezeichnet. Die Sets werden ohne Schere und Kleber gebaut und können deshalb einfach auseinandergenommen und wieder neu zusammengesetzt werden. Über die zugehörige Nintendo-Switch-Softwarekarte können unterschiedliche Spiele mit den Toy-Con gespielt werden.

## Spielprinzip
Nintendo Labo besteht aus verschiedenen Labo-Sets, von denen jedes Pappbögen und noch einige weitere Materialien enthält, die benötigt werden, um die als „Toy-Con“ bezeichneten Modelle zu bauen. Außerdem enthalten die Labo-Sets eine Game Card, welche die interaktiven Anleitungen zum Zusammenbauen der Toy-Con und Software, mit der die Toy-Con interagieren können, enthält.
Nachdem ein Toy-Con fertig zusammengebaut ist, werden die Joy-Con der Nintendo Switch, bei der Angel und dem Haus auch der Bildschirm, hineingesteckt. Die Joy-Con erkennen mit ihren Sensoren Eingaben des Benutzers oder interagieren anderweitig mit den Toy-Con. Beispielsweise benutzt das Klavier den Infrarot-Sensor des rechten Joy-Con, um die vom Spieler gedrückten Tasten zu erkennen, während das RC-Auto die HD-Vibration der Joy-Con verwendet, um sich fortzubewegen.

### Toy-Con Werkstatt
Die Toy-Con Werkstatt ist eine in Nintendo Labo enthaltene Funktion, mit der man in einer vereinfachten Entwicklungsumgebung eigene Befehle für die Joy-Con festlegen kann. Hierbei wird immer eine Eingabe mit einer bestimmten Ausgabe verknüpft.

## Nintendo Labo: Multi Set
Das Nintendo Labo: Multi Set ist ein Bausatz aus Pappe, der sich zusammen mit der Nintendo Switch als interaktives Spielzeug verwenden lässt. Es ist Teil der Nintendo-Labo-Reihe und enthält fünf verschiedene Toy-Con-Modelle. Es erschien gleichzeitig mit dem Robo Set erstmals am 20. April 2018.

### Enthaltene Toy-Con

#### RC-Auto
Das RC-Auto kann über die HD-Vibration der Joy-Con-Controller bewegt werden, während man diese über den Touchscreen der Nintendo-Switch-Konsole steuert. Im Automatikfahrmodus fährt das RC-Auto von alleine, indem es durch die Infrarot-Bewegungskamera bestimmte Markierungen erkennt. Die IR-Bewegungskamera ermöglicht es, auch im Dunkeln das RC-Auto zu steuern. Man sieht auf dem Bildschirm der Nintendo-Switch-Konsole ein kleines Nachtbild und kann so Hindernissen weiterhin ausweichen. Besitzt man zwei Joy-Con-Controllerpaare, kann man mit den zwei RC-Autos, die im Multi-Set enthalten sind, in Sumo-Ringkämpfen gegeneinander antreten.

#### Angel
Mit der Angel können auf der Nintendo-Switch-Konsole Fische gefangen werden. Man kann in seichten und tiefen Gewässern angeln und so verschiedene Fischarten entdecken. Beißt ein Fisch an, so vibriert die Angel durch die HD-Vibration des Joy-Con-Controllers. Mit der Kurbel, in der sich der andere Joy-Con-Controller befindet, zieht man nun den Fang an Land. Die gefangenen Fische können in ein Aquarium gesetzt und beim Schwimmen betrachtet werden. Mit dem Toy-Con-Klavier können besondere Karten eingelesen werden, um so eigene Fische zu kreieren. Diese Karten sind aus Papier, sodass man eine eigene Fischform ausschneiden kann. Eingescannte Fische können auf der Nintendo-Switch-Konsole mit Farben und Muster weiter individualisiert werden. Eigens kreierte Fische können, wie andere Fische, dann geangelt werden.

#### Haus
Das Haus, das von einer kleinen Kreatur, mit der man interagieren kann, bewohnt wird, kann mit verschiedenen Stiften aus Pappe verändert werden. Steckt man mehrere Stifte gleichzeitig in das Haus, wechselt die Szene und man kann verschiedene Spiele mit der kleinen Kreatur spielen. Mit dem Kabelblock ist es möglich, Portale entstehen zu lassen, sogar zwischen zwei Häusern, also zwei Nintendo-Switch-Konsolen.

#### Motorrad
Das Motorrad hat, wie ein echtes Motorrad, einen Gashebel. Dreht man den Gashebel, in dem sich einer der Joy-Con-Controller befindet, beschleunigt das Motorrad. Legt man sich in die Kurven, steuert das Motorrad in die entsprechende Richtung. Es gibt drei verschiedene Grand Prix, in denen man auf mehreren Strecken sein Können beweisen muss: Beginner Grand Prix, Intermediate Grand Prix und Advanced Grand Prix. Möchte man einen Wheelie vollführen, zieht man die Lenkstange hoch. Um in einer Kurve zu driften, muss man gleichzeitig bremsen und beschleunigen. Das Toy-Con-Mini-Motorrad kann in der Luft hin und her bewegt werden, um im Spiel eine eigene Strecke zu zeichnen. Im Spiel können noch Boost-Items auf der Strecke platziert, die Tageszeit und die Streckenbreite eingestellt sowie Wasser hinzugefügt werden. Durch den Toy-Con-Scanner, der mit der IR-Bewegungskamera arbeitet, können Objekte eingescannt werden, die im Stadion des Spiels erscheinen.
In einem im Juni 2018 veröffentlichtem Update für Mario Kart 8 Deluxe wurde dem Spiel die Möglichkeit hinzugefügt, das Motorrad-Toy-Con als Steuerung zu verwenden.

#### Klavier
Das Klavier erzeugt Töne, die man durch einen Hebel an der Seite eine Oktave höher oder tiefer stellen kann. Der Innenraum des Klaviers ist hohl. Die IR-Bewegungskamera des rechten Joy-Con-Controller erkennt, welche Taste gespielt wird. Mit verschiedenen Steckknöpfen können andere Töne gespielt werden, z. B. Männerstimmen oder Katzenmiauen. Die Tonlage des Klaviers kann mit Hilfe einer Wellenkarte verändert werden, welche ebenfalls von der IR-Bewegungskamera eingescannt wird. Im Aufnahmemodus kann man seine eigenen Lieder aufnehmen und abspeichern. Das Tempo des aufgenommenen Liedes kann dabei mit dem Toy-Con-Taktstock vorgegeben werden.

### Packungsinhalt
- Nintendo Switch-Softwarekarte mit kompatibler Software für das Multi-Set
- 28 Pappbögen (inkl. einem zusätzlichen Bogen zur eigenen Gestaltung)
- 3 Reflektorbögen
- 3 Schwammbögen
- 1 Schnur (orange)
- 1 Schnur (blau)
- 1 Ösenpaar (grau)
- 4 Ösenpaare (blau)
- 2 große Elastikbänder (+ Ersatzbänder)
- 6 kleine Elastikbänder (+ Ersatzbänder)

## Nintendo Labo: Robo Set
Das Nintendo Labo: Robo Set ist ein Bausatz aus Pappe, der sich zusammen mit der Nintendo Switch als interaktives Spielzeug verwenden lässt. Es enthält einen Roboter-Anzug, den der Spieler anziehen kann und damit einen virtuellen Roboter auf der Nintendo Switch steuern kann.
Das Robo Set ist Teil der Nintendo-Labo-Reihe und erschien, gleichzeitig mit dem Multi Set, erstmals am 20. April 2018. Es wurde von Nintendo entwickelt und veröffentlicht.

### Gameplay
Das Nintendo Labo: Robo Set enthält Bausätze, die benötigt werden, um einen „Roboter-Anzug“ zu bauen, den der Spieler anziehen kann. Das Set enthält Bausätze für ein Visier und einen Rucksack. Die Arme und Beine des Spielers werden durch Schnüre mit dem Rucksack verbunden. Im Rucksack steckt der rechte Joy-Con, der an Gewichten, die der Spieler durch Bewegen der Arme auf und ab bewegt, erkennt, wie der Spieler sich bewegt. Der linke Joy-Con wird in das Visier gesteckt.
Durch die Bewegungen, die der Spieler ausführt, steuert er einen Roboter auf der Nintendo Switch. Das Spiel enthält verschiedenen Spielmodi. Im normalen „Roboter“ genannten Modus befindet sich der Roboter in einer Stadt, in der er innerhalb eines Zeitlimits möglichst viel zerstören muss, um möglichst viele Punkte zu erhalten. Im Prüfungsmodus muss der Spieler 15 Level bestehen, in denen er verschiedene Gegner ausschalten muss. In der „Garage“ kann der Spieler durch das Stecken und Drehen von Papp-Schrauben das Aussehen des digitalen Roboters auf dem Fernsehbildschirm verändern. Im „Robo-Studio“ genannten Modus setzt der Spieler den Bildschirm der Nintendo-Switch-Konsole in den Rucksack und erhält je nach Bewegung verschiedene Geräusche.

### Packungsinhalt
- Nintendo Switch-Softwarekarte mit kompatibler Software für das Robo-Set
- 19 Pappbögen (inkl. einem zusätzlichen Bogen zur eigenen Gestaltung)
- 4 Ballastbögen
- 1 Reflektorbogen
- 2 Schnüre (orange)
- 2 Schnüre (blau)
- 1 langer Riemen (grau)
- 1 mittellanger Riemen (grau)
- 2 kurze Riemen (grau)
- 10 Ösenpaare (grau)
- 2 Ösenpaare (orange)

## Nintendo Labo: Fahrzeug Set
Das Nintendo Labo: Fahrzeug Set ist ein Bausatz aus Pappe, der sich zusammen mit der Nintendo Switch als interaktives Spielzeug verwenden lässt. Es ist Teil der Nintendo-Labo-Reihe und wurde von Nintendo entwickelt und veröffentlicht. Es erschien am 14. September 2018 weltweit.
Das Fahrzeug Set enthält Bauteile für Steuerelemente, die benötigt werden, um ein Auto, ein Flugzeug und ein U-Boot auf der Nintendo Switch zu steuern.

### Packungsinhalt
- Nintendo Switch-Softwarekarte mit kompatibler Software für das Fahrzeug-Set
- 25 Pappbögen (inkl. einem zusätzlichen Bogen zur eigenen Gestaltung)
- 1 Reflektorbogen
- 1 Schwammbogen
- 1 Schnur (blau)
- 2 Ösenpaare (grau)
- 2 Ösenpaare (rot)
- 1 Elastikband (groß) (+ Ersatzbänder)
- 8 Elastikbänder (+Ersatzbänder)

## Nintendo Labo: VR
Am 12. April 2019 veröffentlicht Nintendo das vierte Set, mit dem es möglich ist, die Nintendo Switch als Virtual-Reality-Headset zu verwenden. Inspiriert wurde das Set von Google Cardboard, bei dem es möglich ist, Smartphones durch das Einlegen in ein Pappgestell mit zwei speziellen Linsen als ein VR-Headset zu nutzen.
Das Set soll 80 US-Dollar kosten und erhält neben dem Bausatz zur VR-Brille auch einen für einen Elefantenrüssel, eine Kamera, einen Vogel, ein Windpedal und einen Blaster. Insgesamt soll es sechs Bauausführungen geben. In einem kostengünstigeren Basispaket von 40 US-Dollar sind nur die Standardbrille und der Blaster enthalten. Zwei Erweiterungspakete zur Standardversionen (einmal mit Kamera und Elefant und einmal mit Vogel und Windpedal) sollen 20 US-Dollar kosten. Ein Preis für Deutschland ist bisher nicht bekannt.
Im Vergleich zu anderen VR-Headsets ist die Auflösung der Switch allerdings deutlich geringer, was die Immersion in der virtuellen Realität und das Nutzungswohlbefinden stark beeinträchtigt. Neue Spiele für VR bzw. Optimierungen für bekannte Titel sollen folgen.
Am 26. April erschien ein VR-Update für die Spiele The Legend of Zelda: Breath of the Wild und Super Mario Odyssey.

## Entwicklung und Veröffentlichung
Nintendo Labo wurde erstmals am 17. Januar 2018 vorgestellt. Als Erscheinungsdatum für Europa wurde der 27. April 2018 genannt. Am 26. Juli 2018 kündigte Nintendo ein drittes Labo Modell, das Fahrzeug Set, an. Dieses erschien am 14. September 2018 weltweit.
Obwohl Nintendo Labo dafür gemacht wurde, nur durch Zusammenstecken aufgebaut zu werden, veröffentlichte Nintendo, weltweit am 20. April 2018, ein Design Paket das neben zwei Rollen Klebeband mit unterschiedlichen Motiven auch zwei Stickerbögen und zwei Schablonen enthält. Gleichzeitig erschienen ausschließlich in Japan, fünf weitere Design-Pakete, die nur Klebeband mit Nintendo-Labo- oder Super-Mario-Motiven enthielten.

## Weiteres Zubehör
Zusätzlich zu den Sets erschienen folgende Zubehörteile zur Dekoration:
| Name                       | Im Set enthalten                                                                                | Veröffentlichung (Deutschland) | Preis (Deutschland) | Veröffentlichung (USA) | Preis (USA) | Veröffentlichung (Japan) | Preis (Japan) |
| -------------------------- | ----------------------------------------------------------------------------------------------- | ------------------------------ | ------------------- | ---------------------- | ----------- | ------------------------ | ------------- |
| Design-Paket               | - 2 Schablonen - 2 Stickerbögen - 2 Klebebandrollen                                             | 27. April 2018                 | 9,99 €              | 20. April 2018         | $9.99       | 20. April 2018           | ¥ 980         |
| Abdeckband (Nintendo Labo) | - 1 Abdeckband (Motiv: Nintendo-Labo-Schablonenlogo) - 1 Abdeckband (Motiv: Toy-Con-Modelle)    | —                              | —                   | —                      | —           | 20. April 2018           | ¥ 500         |
| Abdeckband (Nintendo Labo) | - 1 Abdeckband (Motiv: Nintendo-Labo-Symbole) - 1 Abdeckband (Motiv: Nintendo-Labo-Piktogramme) | —                              | —                   | —                      | —           | 20. April 2018           | ¥ 500         |
| Abdeckband (Super Mario)   | - 1 Abdeckband (Motiv: Pilze) - 1 Abdeckband (Motiv: Blöcke)                                    | —                              | —                   | —                      | —           | 20. April 2018           | ¥ 500         |
| Abdeckband (Super Mario)   | - 1 Abdeckband (Motiv: Buu Huu) - 1 Abdeckband (Motiv: Kugelwilli)                              | —                              | —                   | —                      | —           | 20. April 2018           | ¥ 500         |
| Abdeckband (Super Mario)   | - 1 Abdeckband (Motiv: Camouflage, grün) - 1 Abdeckband (Motiv: Camouflage, braun)              | —                              | —                   | —                      | —           | 20. April 2018           | ¥ 500         |